# Sil
Sil – rzeka płynąca przez hiszpańską Galicję przepływająca przez 3 prowincje: León, Ourense i Lugo. Źródło rzeki znajduje się w Górach Kantabryjskich u podnóża Peña Orniz na wysokości 
1.980 m n.p.m. w pobliżu miejscowości największej miejscowości prowincji León – La Cueta. Uchodzi do rzeki Miño w galicyjskiej prowincji Ourense. W przeszłości rzeka była bogatym źródłem, z którego pozyskiwane było złoto aluwialne, najbardziej intensywnie eksploatowane w okresie rzymskiego panowania na tym terenie Oktawiana Augusta zwłaszcza w 25 p.n.e.
- Główne dopływy:
  - lewe: Boeza, Cabrera, Bibey, Navea, Mao
  - prawe: Caboalles, Cúa, Burbia, Selmo, Soldón, Lor i Cabe